# Dude Perfect
Dude Perfect (DP) é uma empresa de entretenimento esportivo com sede em Frisco, Texas, Estados Unidos. O DP envia rotineiramente vídeos para o YouTube. O grupo é composto pelos gêmeos Coby e Cory Cotton, Garrett Hilbert, Cody Jones e Tyler Toney, todos ex-colegas da Universidade do Texas A&M. Os vídeos do YouTube do canal somam juntos mais de 16,89 bilhões de visualizações e o canal principal "Dude Perfect" possui mais de 60 milhões de inscritos, o que o faz ser o segundo canal de esportes com mais inscritos no YouTube (atrás apenas do WWE) e o 29.º canal com mais inscritos no geral. Os membros do grupo possuem vários recordes conquistados no Guinness World Records.
O conteúdo mais popular criado pelo Dude Perfect consiste principalmente em vídeos que mostram vários truques e acrobacias (mais conhecidos como trick shots) realizadas em conjunto com músicas animadas. O grupo também envia regularmente vídeos de "batalhas", em que os membros individuais do Dude Perfect competem entre si em um jogo ou concurso de bom humor, geralmente com elementos e giros criativos em diferentes esportes e com um conjunto único de regras. O Dude Perfect também tem dois outros canais no YouTube, o Dude Perfect Plus (onde eles mostram os erros de gravação e os momentos por detrás das câmeras) e o Dude Perfect Gaming. Eles têm um patrimônio líquido estimado em mais de 50 milhões de dólares.

## História

### Primeiros anos
Em seu primeiro vídeo, o grupo estava apostando sanduíches por meio de tiros de basquete no quintal, que acabaram sendo filmados por uma câmera, e um vídeo de truques na fazenda de Toney chamado "Backyard Stuntmen" (mais tarde renomeado: "Backyard Edition | Our First Video!") acabou sendo lançado no YouTube. Em uma semana, o vídeo recebeu 200 000 visualizações. Depois, foi lançado um vídeo de truques do acampamento de verão cristão Sky Ranch, que agora possui mais de 18 milhões de visualizações; para cada 100 000 visualizações do vídeo, o Dude Perfect prometeu patrocinar uma criança da Compassion International. Depois, o E:60 da ESPN entrou em contato com o grupo por um segmento e, no terceiro andar do Kyle Field do Texas A&M, Toney converteu um chute, que viajou 3,9 segundos, um recorde mundial na época. O chute teve aparições na televisão nos programas First Take, Pardon the Interruption, Around the Horn e SportsNation da ESPN.
Em 2010, o Dude Perfect apresentou o mascote Panda. O Panda rapidamente tornou-se um símbolo popular nos jogos de basquete da Texas A&M ao provocar jogadores do time adversário.

### Endossos e colaborações profissionais
Mais tarde, o grupo recebeu endossos e solicitações profissionais, que começaram com o então jogador do Sacramento Kings, Tyreke Evans, em um esforço para promover a candidatura de Evans à Revelação do Ano. O Dude Perfect também apareceu na 6.ª Temporada da Fantasy Factory de Rob Dyrdek.
O grupo também trabalhou com Aaron Rodgers, o quarterback do Green Bay Packers, com a estrela da NBA Chris Paul, com o jogador australiano Jason Belmonte, com o ator Paul Rudd, com o cantor Tim McGraw, com o treinador do Seattle Seahawks Pete Carroll e o quarterback Russell Wilson, com Ryan Swope, com a estrela do vôlei Morgan Beck, com o ex-quarterback Johnny Manziel, vencedor do Heisman Trophy no Kyle Field, com o quarterback Ryan Tannehill do Miami Dolphins, com a equipe olímpica dos Estados Unidos, com os pilotos da NASCAR Ricky Stenhouse Jr., Travis Pastrana, James Buescher e com o piloto da IndyCar Series James Hinchcliffe no Texas Motor Speedway.
O grupo também colaborou com o motorista da NASCAR Dale Earnhardt Jr., com o wide receiver do Cleveland Browns Odell Beckham Jr., com o quarterback do New Orleans Saints Drew Brees e o técnico Sean Payton, com os Seattle Seahawks, com os jogadores Greg Zuerlein, Johnny Hekker e Jacob McQuaide do Los Angeles Rams, com a tenista Serena Williams e com o cantor country Luke Bryan. Em 2016, o grupo viajou para o Reino Unido para filmar diferentes vídeo com jogadores do Manchester City, Arsenal e Chelsea. Em 2020, o Dude Perfect lançou seu 4.º vídeo de All Sports Golf Battle que foi pré-gravado em 2019 com o ator Zac Efron, que terminou a batalha em 3.º lugar na final. O grupo também teve a chance de visitar o USS Nimitz, porta-aviões da classe Nimitz da Marinha dos Estados Unidos, para uma viagem de 3 dias a bordo e divulgou o vídeo de sua viagem como um episódio como parte de sua Bucket List ("Lista de Desejos"). O Dude Perfect também visitou a África do Sul em seu segundo vídeo da Bucket List. Em 2021, o grupo lançou o episódio 27 do "Overtime", que contou com uma participação especial de Boban Marjanović, center do Dallas Mavericks. Em 2022, a estrela do Dallas Mavericks, Luka Dončić, apareceu em um episódio de "Overtime".

### Empreendimentos
Em 2011, o Dude Perfect lançou um jogo móvel gratuito para iOS e Android, intitulado "Dude Perfect". Mais tarde, eles lançaram Dude Perfect 2, e outros jogos chamados Endless Ducker e That's Lit. Além disso, Cory Cotton foi o autor de um livro nacionalmente publicado, intitulado Go Big, no qual ele compartilha os segredos que o grupo aprendeu ao longo do caminho ao construir um negócio em um mundo amplamente influenciado pelos meios de comunicação social.
Em junho de 2015, o grupo foi selecionado pelos Harlem Globetrotters em seu draft anual de jogadores. Em setembro de 2015, o grupo foi aprovado para uma série de televisão intitulada The Dude Perfect Show na CMT, que começou a ser exibida no primeiro semestre de 2016. Sua segunda temporada foi ao ar na rede de irmãos Nickelodeon, da Viacom.
Em 2020, em parceria com o YouTube Originals, o Dude Perfect lançou um documentário: 'Backstage Pass', que explorou a criação e os bastidores de sua tour ao vivo: 'Pound It, Noggin'.
Em 2021, o Dude Perfect lançou sua primeira música, intitulada "The Pet Peeves Song", em 3 de maio de 2021. Mais tarde naquele mesmo ano, um livro, Dude Perfect 101 Tricks, Tips, and Cool Stuff, escrito por Travis Thrasher e autorizado pelo grupo, foi anunciado; a cópia impressa do livro foi lançada em 22 de junho.

### Recordes mundiais
Em 2009, o grupo estabeleceu o recorde mundial de cesta de mais distância de depois de arremessar do quarto andar do Kyle Field. Em outubro de 2010, o Dude Perfect ampliou seu recorde com um arremesso em "torre cruzada", que tinha 66 metros de altura e a cesta estava a 46 m de distância da base da torre. Em março de 2011, o Dude Perfect extraoficialmente estendeu o recorde com um chute do alto do NRG Stadium, que durou 5,3 segundos. Em janeiro de 2014, o grupo tentou com sucesso um arremesso da Reunion Tower, com 171 m de altura, com Jones e Hilbert segurando a cesta na base da torre. Em 2018, o Dude Perfect quebrou o recorde de maior caminhada de Lego (com os pés descalços) e o maior pea blow (uma respiração) nos episódios 2 e 3 de "Overtime". No episódio 6 de "Overtime", o Dude Perfect quebrou o recorde de maior distância percorrida rolando pelas bolas suíças (de exercício). Em 2019, o Dude Perfect quebrou o recorde mundial de mais bolas de pingue-pongue presas na cabeça de uma pessoa com creme de barbear e a maior quantidade de donuts empilhados enquanto vendado. Em 2020, eles quebraram outro recorde de mais passes de cabeça com uma bola de praia em 30 segundos. O Dude Perfect possui atualmente 12 recordes oficiais no Guinness World Records.

## Legitimidade
Apesar do sucesso, surgiram questões sobre a legitimidade dos truques do grupo; O Good Morning America organizou um segmento sobre os truques e se eles eram reais, apesar de especialistas contatados pela GMA afirmarem que não conseguiram encontrar evidências de que os truques eram falsos.
Com relação às dúvidas, Cody Jones disse: "Adoramos quando as pessoas afirmam que são falsas, porque as cenas parecem ainda mais ridiculamente impossíveis; e obtemos mais publicidade e hits no YouTube, e adoramos o mistério de saber se é real ou falso." Tyler Toney e os gêmeos Cotton explicaram que são necessárias várias tentativas durante as filmagens antes de converter com êxito as filmagens finais.

## Vídeos mais populares
O vídeo Water Bottle Flip Edition do Dude Pefect ficou em sexto lugar na lista do YouTube dos 10 vídeos mais populares de 2016; o vídeo Ping Pong Trick Shots 3 ficou em terceiro lugar na lista do YouTube dos 10 vídeos mais populares de 2017; e o vídeo Real Life Trick Shots 2, ficou em segundo lugar na lista do YouTube dos 10 vídeos mais populares de 2018.
O canal possui diferentes tipos de vídeos, sendo que os principais são os Trick shots, os "Estereótipos", as "Batalhas" e os "Overtimes", porém, o conteúdo mais popular criado pelo Dude Perfect são os vídeos de Trick shots. O vídeo de trick shots mais visto do Dude Perfect, que também é o vídeo com mais visualizações do canal, é o "Water Bottle Trick Shots 2" com mais de 435 milhões de visualizações, um dos maiores vídeos não musicais do YouTube, enquanto o "Real Life Trick Shots 2" é o segundo colocado com mais de 327 milhões de visualizações, e o "Ping Pong Trick Shots 3" é o terceiro colocado com mais de 321 milhões de visualizações. O vídeo de "Estereótipos" mais visto é o "Beach Stereotypes" com mais de 211 milhões de visualizações. O vídeo de "Batalhas" mais visto é o "Model Rocket Battle 2" com mais de 180 milhões de visualizações. O vídeo de "Overtime" mais visto é o "The Net Gun" com mais de 85 milhões de visualizações. O vídeo de "Bucket List" mais visto é o "Aircraft Carrier Bucket List" com mais de 57 milhões de visualizações.

### Ida ao espaço
Em julho de 2022, Coby Cotton, um dos cinco co-fundadores do grupo, venceu a batalha Model Rocket Battle 3, e assim, foi o escolhido para ir ao espaço. Em 22 de julho de 2022, a Blue Origin anunciou as seis pessoas que iriam participar do voo da missão NS-22 (a tripulação da missão foi apelidada de "Titanium Feather", em português: "Pena de Titânio"), incluindo: Sara Sabry (que se tornou no primeiro astronauta egípcio), Mário Ferreira (que se tornou no primeiro astronauta português), Vanessa O'Brien, Clint Kelly III, Steve Young e Coby Cotton. Em 4 de agosto de 2022, Cotton participou com sucesso do voo suborbital da missão NS-22, que durou pouco mais de 10 minutos, e tornou-se oficialmente um astronauta. O voo de Cotton foi patrocinado pela MoonDAO, uma organização que visa descentralizar o acesso ao espaço.